# Melinda apicihamata
Melinda apicihamata este o specie de muște din genul Melinda, familia Calliphoridae, descrisă de Feng și Xue în anul 1998. Conform Catalogue of Life specia Melinda apicihamata nu are subspecii cunoscute.